# Vescomtat d'Aster
El vescomtat d'Aster fou una jurisdicció feudal del comtat de Bigorra.
A la mort de Dató II comte de Bigorra el 945 es van repartir els dominis els seus fills:
- Ramon, el comtat de Bigorra
- Oriol, el comtat d'Aura (amb el vescomtat de Labarta) aconseguit per matrimoni
- Odó I el vescomtat de Montaner
- Sanç el vescomtat d'Aster
- Donat senyorius menors
- Erricó, senyorius menors
- Garcia, senyorius menors

Sanç fou vescomte d'Aster i va tenir un fill Arnau I, que el va succeir. Arnau va deixar l'herència al seu fill Guillem i aquest al seu fill Arnau II. El successor fou el seu fill Auger I, mort el 1128, succeint-lo el seu fill Espan i a aquest el seu fill Auger II el calb. Va morir deixant un fill, Bernat I, amb qui acaba la dinastia, ja que no va tenir fills mascles i l'herència va recaure en la seva filla Agnès casada amb Sanç Garcia de Comenge, amb qui només va tenir una filla, el nom de la qual no s'ha conservat, i que va rebre l'herència i es va casar amb Arnau de Coarraze a qui va passar el títol el segle xiii.

## Llista de vescomtes
- Sanç I 945-?[4]
- Arnau I
- Guillem
- Auger I ?-1128
- Espan 1128-?
- Auger II el Calb
- Bernat
- Agnès
- Sanç II Garcia de Comenge
- Vescomtessa de nom desconegut
- Arnau II de Coarraze